# Śladami Powstania Styczniowego

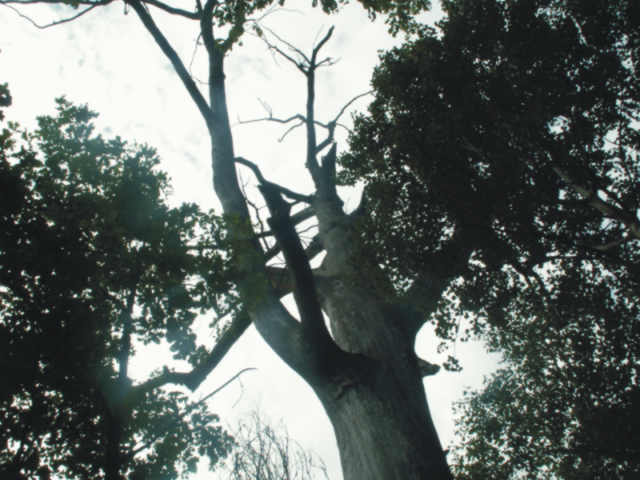
Dąb Car, rok 2005

Śladami Powstania Styczniowego - to niebieski szlak turystyczny . Wychodzi z Hajnówki, w kierunku południowym i zataczając pętlę poprzez wybrane miejsca Puszczy Białowieskiej wraca z powrotem do Hajnówki. Ma 31 kilometrów długości. 
Szlak bierze swój początek w dzielnicy Judzianka przy ul. Warszawskiej, najpierw prowadzi trybą zwaną Drogą Dubińską. Po przekroczeniu rzeki Chwiszczej, prowadzi obrzeżami Puszczy Białowieskiej poprzez wsie: Orzeszkowo, Olszynę, Łozice i ponownie zagłębia się w głąb puszczy. Mijamy pomnik powstańców rozstrzelanych w 1863 roku oraz krzyż z czasów II wojny światowej postawiony przez mieszkańców w podziękowaniu za ocalenie wsi przed spaleniem. Następnie Drogą Milanowską i trybą — zaliczając przy okazji pomnikowe drzewa — szlak prowadzi do głównej atrakcji szlaku, czyli do Car-dębu. 

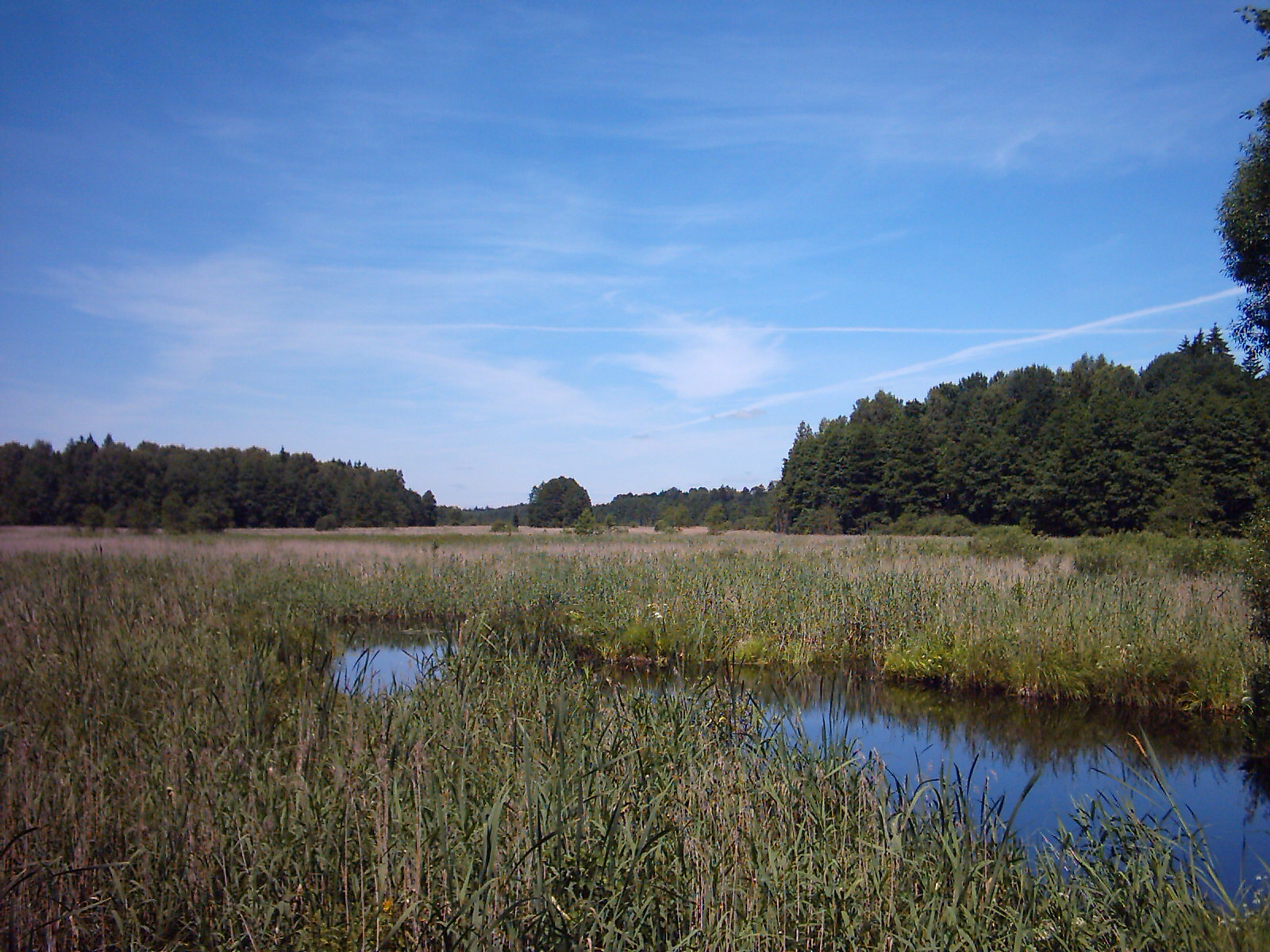
Dolina Leśnej Prawej

Car-dąb jest martwy od 1984 roku i całkowicie pozbawiony jest już kory, powoli odłamują się kolejne jego konary i leżą u podstawy jego pnia. Znajduje się w gąszczu rosnących drzew, wycelowany w niebo martwy, ale wciąż pomnik przyrody. Jego pień w kształcie potężnej, strzelistej kolumny wciąż jeszcze robi wrażenie. 
Ten odcinek szlaku jest trudny do przebycia w okresie wiosennym — podobnie jak łąki przy Chwiszczeju.
Kolejny punkt na szlaku to most, z którego rozciąga się widok na odlesioną dolinę rzeki Leśnej Prawej, tworzącej tu duże rozlewiska — doskonałe tereny lęgowe dla ptaków wodnych. Nad łąkami można często zobaczyć polującego błotniaka łąkowego. 
Następnie szlak prowadzi przez malownicze drzewostany boru mieszanego i olsu jesionowego. Zbaczając ze szlaku od składnicy Ostrowskiego zaledwie 0,5 km na północ dotrzemy do rezerwatu Nieznanowo, gdzie można znaleźć kilkanaście pomnikowych dębów, m.in. Dąb Król Nieznanowa. Rośnie tam dąb o mocno rozbudowanych napływach korzeniowych, obok niego inny dąb o pękatym pniu. 

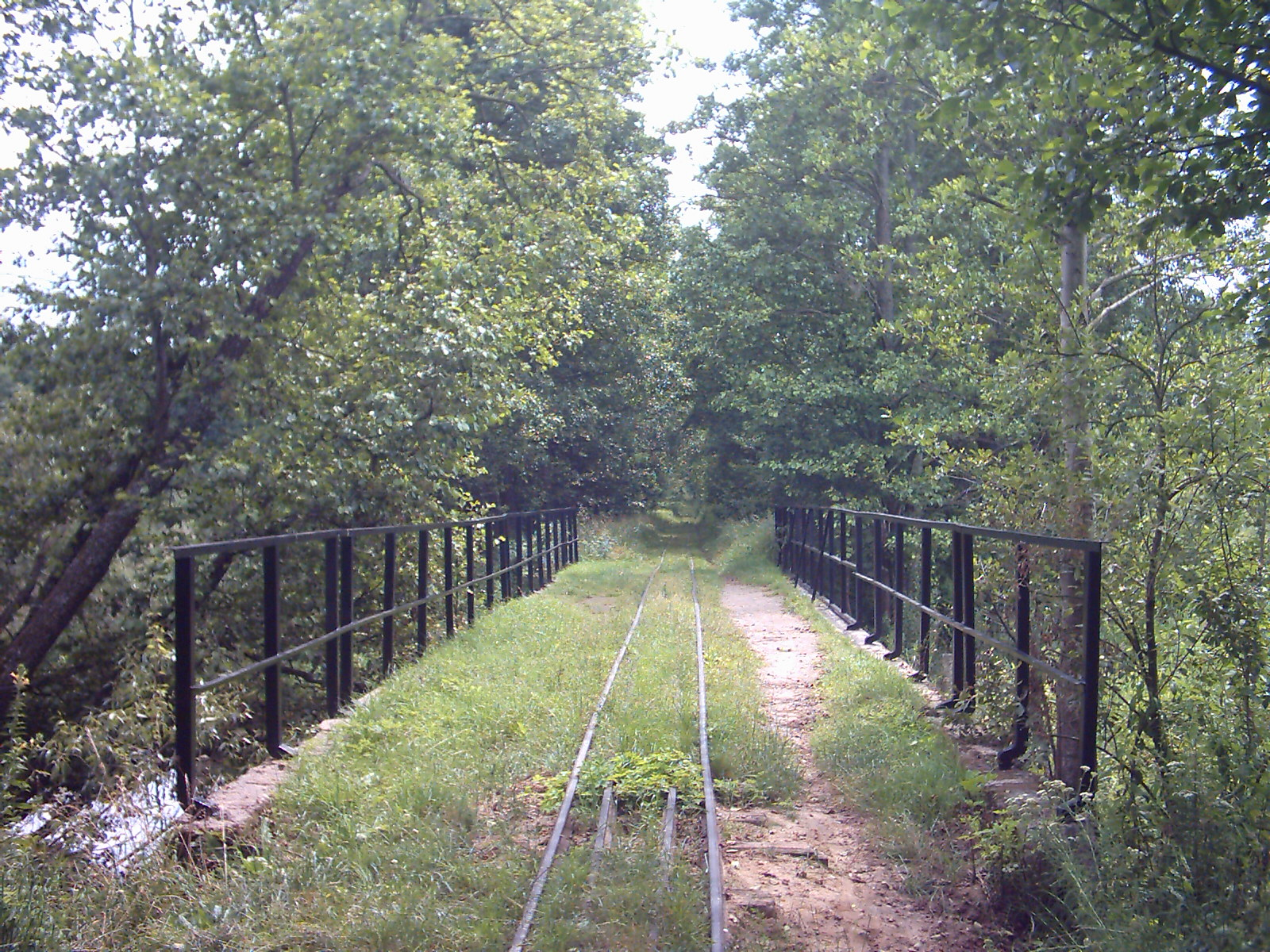
Kolejka wąskotorowa Hajnówka - Topiło, wiadukt na Leśnej Leśnej Prawej

Przed ponownym przecięciem kolejki wąskotorowej Hajnówka — Topiło szlak wiedzie przez rezerwat Głęboki Kąt z dobrze zachowanym borem świerkowym o charakterze borealnym (został on poważnie przyniszczony przez trąbę powietrzną w 1985 roku). 
Po opuszczeniu rezerwatu Głęboki Kąt szlak przechodzi obok kilku pomnikowych drzew (dąb, sosna, grab), po czym poprzez wieś Sacharewo szlak kończy się w Hajnówce.